# Edith Haisman
Edith Haisman (Cidade do Cabo, 27 de outubro de 1896 – Southampton, 20 de janeiro de 1997) foi uma das últimas sobreviventes do naufrágio do RMS Titanic em 15 de abril de 1912. Ela foi a última sobrevivente nascida no século XIX, embora sete sobreviventes mais jovens tenham sobrevivido ao naufrágio.

## Início da vida
Edith Eileen Brown nasceu em 27 de outubro de 1896 na Cidade do Cabo, África do Sul, filha de Thomas William Solomon Brown e sua esposa, Elizabeth Catherine (nascida Ford), proprietária e operadora de um hotel em Worcester.

## A bordo doTitanic
Edith tinha 15 anos quando ela e seus pais embarcaram no RMS Titanic em Southampton, Inglaterra, como passageiros de segunda classe. Seu pai estava levando-as para Seattle, Washington, onde ele abriria um negócio hoteleiro.
Edith lembrou-se claramente quando o navio atingiu o iceberg às 23h40min de 14 de abril de 1912. Em uma série de entrevistas em seus últimos anos e uma biografia, intitulada A Lifetime on the Titanic, publicada em 1995, ela deu um relato vívido, embora alguns detalhes tenham sido questionados.
Meu pai apareceu alguns minutos depois. Ele nos disse: "É melhor colocar seu colete salva-vidas e algo quente, está frio no convés. É apenas uma precaução, atingimos um iceberg, não é nada demais". O mordomo diz que não tem nada com que se preocupar. Esperamos muito tempo no convés até alguém nos dizer o que fazer. A banda do navio estava tocando ragtime. Eles tocaram para manter nossos espíritos. Todos disseram: Este navio é inafundável. Não vai afundar. Mais tarde, meu pai nos deu um beijo e embarcamos no bote salva-vidas Nº 14. Até cinquenta pessoas entraram quando ele virou perigosamente para o lado. Um homem pulou no barco vestido de mulher. À medida que remaram para longe do navio, ainda era possível ouvir a banda tocar, mas agora eram hinos. Ficamos quase seis horas no bote salva-vidas e durante esse tempo não tínhamos água e nada para comer. Eu continuava me perguntando se meu pai tinha saído do navio, é tudo o que eu poderia pensar. - 1995"
Seu pai não sobreviveu e seu corpo, se recuperado, nunca foi identificado. A última lembrança que Edith tinha de seu pai era quando ele vestiu uma jaqueta eduardiana enquanto fumava um charuto e bebia conhaque no convés. Após a chegada à cidade de Nova Iorque, elas ficaram na Junior League House antes de viajar para Seattle para morar com sua tia, Josephine Acton. Elas logo retornaram a Cidade do Cabo, onde Edit morou com seus parentes. Mais tarde, sua mãe se casou e se mudou para a Rodésia.

## Casamento e filhos
Em maio de 1917 aos 20 anos, Edith conheceu Frederick Thankful Haisman e se casaram seis semanas depois, em 30 de junho. Seu primeiro filho, um menino, nasceu em agosto de 1918 e seria seguido por mais nove crianças. Eles viveram na África do Sul e Austrália antes de se estabelecerem em Southampton. Frederick morreu em 1977.

## Morte
Edith morreu em 20 de janeiro de 1997 em uma casa de repouso em Southampton aos 100 anos. Em sua cama havia uma fotografia de seu pai, onde ele utilizava um chapéu-palheta e gravata. Edith é a terceira sobrevivente do Titanic com mais longevidade. Mary Davies Wilburn detém o recorde, tendo morrido em 1987 aos 104 anos, seguida por Marjorie Newell Robb, que morreu em 1992 aos 103 anos.